# Hannibal (romanzo)
Hannibal è il quarto romanzo dello scrittore statunitense Thomas Harris, pubblicato nel 1999, ed è il terzo romanzo dedicato alla saga di Hannibal Lecter. Da un punto di vista strettamente cronologico, coincide con l'ultima apparizione del personaggio. Infatti, nel successivo Hannibal Lecter - Le origini del male (Hannibal Rising), l'autore racconta l'infanzia e l'adolescenza del protagonista.

## Trama
L'agente Clarice Starling, di trentadue anni (già protagonista de Il silenzio degli innocenti), è impegnata in un blitz dell'FBI per arrestare una pericolosa spacciatrice di droga: il blitz finisce in una carneficina e l'agente Starling finisce in prima pagina marchiata come “l'agente dal grilletto facile”. Intanto a Firenze, alla biblioteca Capponi, il dottor Fell, sotto le cui mentite spoglie si cela il super latitante Hannibal Lecter, fuggito da Memphis sette anni prima, ottiene l'incarico di curatore della stessa.
All'agente Starling viene proposto di riprendere in mano il caso Lecter, proposta manovrata dietro le quinte dal miliardario Mason Verger, la quarta vittima di Hannibal, erede di una "dinastia" di magnati della carne conservata, Verger era un pedofilo e uno stupratore che rimase miracolosamente vivo anche se sfigurato orribilmente in seguito ad un incontro con Hannibal, suo ex psichiatra, che dopo averlo drogato lo spinse ad auto-mutilarsi con una scheggia di vetro proveniente da uno specchio infranto da Verger sotto gli effetti di una fiala di Nitrato Amile ("Popper"). Verger sogna di vendicarsi del suo carnefice e per questo ha messo una taglia di 3 milioni di dollari a favore di chiunque gli fornisca indizi utili, vuole far mangiare vivo Lecter dai maiali della sua tenuta. Per raggiungere il suo scopo corrompe un funzionario del Dipartimento di Giustizia, Paul Krendler, responsabile del declino della carriera di Starling in questi sette anni (non avendo perdonato alla donna di non aver ceduto alle sue avances). L'agente Starling inconsapevolmente farà da esca.
Da Firenze Hannibal segue con affetto le vicende di Clarice, a cui è rimasto legato, e si fa vivo con lei attraverso una lettera. Nella splendida quiete di Firenze il Commissario Pazzi, già salito agli onori della cronaca per aver investigato nell'indagine sul Mostro di Firenze, scopre la vera identità dell'integerrimo Dottor Fell e si mette in contatto con Verger per riscuotere la taglia, senza comunicarlo alle autorità. Ma l'improvviso interesse di Pazzi fa insospettire Fell che non tarda a scoprire la verità: attirato il Commissario alla biblioteca, dopo averlo fatto confessare, lo uccide facendogli fare la stessa fine di un lontano avo dello stesso, impiccato e lasciato penzolare da una finestra di Palazzo Vecchio. Clarice scopre che Hannibal si trova a Firenze, ma quest'ultimo ormai ha deciso di rientrare in patria per regolare i conti.
Hannibal Lecter riesce, pur rimanendo nell'ombra, a vedere Clarice a sua insaputa, nel frattempo uccide anche un cacciatore di frodo, dando così il segnale alla donna di essere presente su suolo americano, nel frattempo Clarice viene totalmente emarginata e soprattutto sospesa dalle sue funzioni al dipartimento, il piano di Krendler e Verger funziona facendola accusare di essere in combutta con Lecter. Quando il dottore si reca nel parcheggio del centro commerciale in cui ella si trova per portarle un regalo di compleanno, viene quindi catturato dagli uomini di Verger, che lo portano nella tenuta del loro padrone. Solo un tempestivo intervento di Clarice riesce a salvargli la vita, che però uccidendo i sicari rimane ferita a sua volta, proprio mentre i voraci animali di Verger si stanno per liberare da soli per foga, Lecter salva la donna prendendola fra le braccia e portandola via, mentre gli uomini di Mason vengono sbranati dalle bestie.
Starling dunque viene curata da Hannibal che la inizia ad una lunga terapia a base di ipnosi e farmaci in cui vorrebbe sostituire la personalità di Starling con quella della defunta sorellina Mischa, tuttavia Clarice inconsapevolmente grazie alla terapia riesce a superare diversi traumi legati alla sua vita e alla sua carriera, uno fra tutti la morte dell'amato padre, il guardiano notturno. La personalità di Starling non viene sublimata da Lecter che vede il suo piano fallire a poco a poco, il culmine si raggiunge durante la cena organizzata dal dottor Lecter, a Chesapeake (dove i due si trovano dopo la fuga dalla villa di Verger) per portare a termine il suo piano,una cena a base delle cervella del signor Krendler, la persona più odiata da Starling. Nel dopocena Clarice seduce Hannibal Lecter che accetta anch'egli una vita nel presente con la donna. Senza più farsi condizionare dal passato i due fuggono insieme diventando amanti. Tre anni più tardi la coppia viene vista a teatro a Buenos Aires, Clarice da tempo non ha più bisogno di alcun farmaco e Lecter non rivede più la sorellina nei suoi incubi.

## Personaggi
Mason Verger è l'antagonista principale. Nella trasposizione cinematografica è stato interpretato da Gary Oldman, mentre nella serie televisiva omonima da Michael Pitt nella seconda stagione e da Joe Anderson nella terza. Mason Verger è introdotto nel romanzo Hannibal e viene descritto come un pedofilo sadico che viene orribilmente sfigurato nel corso di una sessione con il dottor Hannibal Lecter: così Verger cercherà di vendicarsi contro Lecter. Nel romanzo e nella serie televisiva viene esplorato anche il suo rapporto con sua sorella Margot, della quale il fratello abusa emotivamente e sessualmente.
Mason Verger è il rampollo di una delle famiglie più ricche di Baltimora. Molson, suo padre, ha fondato una società di macellazione che è cresciuta fino a diventare un impero al tempo della nascita di Mason. Da adolescente, Mason ha violentato sua sorella gemella, Margot, che è andata in terapia con Lecter per affrontare il trauma. Lecter ha suggerito che sarebbe stato catartico per lei uccidere il fratello. Da adulto, Mason ha coltivato il piacere sadico torturando gli animali e molestando i bambini. Pratica anche l'asfissia erotica, e gode a raccogliere le lacrime dei bambini con i campioni sterili per aromatizzare i suoi drink. Ad un certo punto fa amicizia con Idi Amin, con il quale sostiene di aver replicato la crocifissione di Gesù, inchiodando un lavoratore migrante a una croce. Pubblicamente, egli afferma di essere un cristiano rinato, e gestisce un campo cristiano per i bambini meno fortunati, che egli molesta. Egli è infine arrestato e giudicato colpevole di vari capi d'accusa di molestie su minori, ma grazie alle connessioni politiche della sua famiglia gli vengono imposti lavori socialmente utili e la terapia su incarico della corte al posto della pena che avrebbe dovuto scontare in prigione. Lecter diventa il suo psichiatra e durante una delle loro sessioni, Lecter droga Mason e gli dice di togliere la pelle dal proprio volto con un pezzo di vetro: in uno stato di euforia indotta da farmaci, Mason da la sua pelle ai cani come cibo, mentre si ciberà lui stesso del suo naso. Lecter dice poi a Mason di mostrargli l'asfissia erotica: Mason nel tentativo si rompe il collo. Mason riesce comunque a sopravvivere, ma viene lasciato sfigurato: ha perso le labbra, il naso, le guance, le palpebre e l'occhio sinistro - ed è paralizzato dal collo in giù, ad eccezione del braccio destro. Lecter viene arrestato poco dopo per aver commesso una serie di omicidi, e Mason cerca di influenzare il processo per assicurarsi che Lecter riceva la pena di morte. Quando Lecter viene dichiarato non colpevole per infermità mentale e istituzionalizzato, Mason è infuriato, e comincia ad allevare un branco di cinghiali che si nutrono di carne umana, così quando sarà il momento, farà divorare ai suoi cinghiali Hannibal Lecter. Dopo la sua deturpazione, Mason diventa un recluso, raramente lascia la sua villa, ma tuttavia indulge in qualunque parafilia che la sua disabilità gli permette. Le sue uniche fonti di contatto umano sono il suo medico, Cordell Doemling, egli stesso un molestatore sessuale, e Margot, che lavora per lui come guardia del corpo. Margot disprezza il fratello, ma rimane al suo servizio per convincerlo a donare lo sperma alla sua partner, Judy. Mason sa che sua sorella non può andarsene se vuole avere la sua parte del patrimonio di famiglia: infatti loro padre l'aveva diseredata quando si è dichiarata lesbica. Sette anni dopo la fuga di Lecter in Il silenzio degli innocenti, Mason paga l'ex guardia di Lecter, Barney Matthews, per informazioni che portino alla sua cattura. Quando l'ispettore Rinaldo Pazzi viene però intercettato da Lecter a Firenze, in Italia, entra in contatto nella speranza di raccogliere il denaro come ricompensa. Mason corrompe il funzionario del Dipartimento della Giustizia, Paul Krendler al fine di screditare Clarice Starling, per convincere Lecter a uscire allo scoperto. Mason assume una banda di briganti sardi per rapire Lecter, e istruisce Pazzi per portare Lecter da loro. Lecter apprende il complotto di Mason, ed uccide Pazzi mentre fugge negli Stati Uniti. Gli uomini di Mason riescono a catturare Lecter e Starling, così Mason si prepara a godersi la sua vendetta che ha tanto atteso. Lecter riesce a fuggire, e convince Margot ad uccidere il fratello, promettendole di prendersi la colpa. Margot quindi sodomizza il fratello con un pungolo, costringendolo ad eiaculare nella sua agonia, fornendole lo sperma di cui ha bisogno per concepire un figlio. Poi lo uccide infilandogli in gola la sua murena domestica.

## Trasposizione cinematografica
Nel 2001 è stato realizzato un film diretto da Ridley Scott che riprende la trama del romanzo, modificandone però alcuni punti salienti. Nel film infatti viene volutamente messa in risalto la parte ossessiva del rapporto fra i due protagonisti più dal punto di vista di Hannibal che dell'agente Starling che, a dispetto della controparte cartacea, risulta molto più fredda nei confronti del serial killer cambiando quindi totalmente gli eventi finali del romanzo; inoltre vengono totalmente omesse tutte le parti dedicate ai ricordi di Lecter sull'atroce morte della sorella durante la seconda guerra mondiale.
Un'altra differenza davvero fondamentale però è la mancanza del personaggio di Margot Verger nella pellicola. La sorella di Mason infatti ricopre un ruolo di spicco nel romanzo, essendo proprio lei ad uccidere il fratello (anche per vendetta nei confronti degli abusi da lui subiti in gioventù), in parte incoraggiata dal Dottor Lecter, sul quale successivamente ricade la colpa dell'accaduto.

## Edizioni
- Thomas Harris, Hannibal, traduzione di Laura Grimaldi, Arnoldo Mondadori Editore, 1999,  p. 463, ISBN 88-04-44446-0.